# Smeringopus affinitatus
Smeringopus affinitatus là một loài nhện trong họ Pholcidae. Loài này được phát hiện ở Ethiopië.